# Слюзикевич Василь
Василь Слюзикевич (1700—1779) — василіянин, 1741 року провідник богословських курсів для парафіяльного священства на Поділлі й Покутті, у василіянських монастирях у Погоні. Крилосі, Загвізді й ін.; 1744 — професор філософії і богословія для василіянських богословів у Лаврові та інших монастирях.